# Roberto Cecon
Roberto Cecon (* 28. Dezember 1971 in Gemona) ist ein ehemaliger italienischer Skispringer und Skisprungtrainer. Er konnte in seiner Karriere insgesamt sechs Weltcupsiege feiern. Mit neun nationalen Titeln zwischen 1988 und 2001 ist er der erfolgreichste Springer bei Italienischen Meisterschaften. Er ist einer von nur acht Springern, die sowohl im Parallelstil als auch im V-Stil ein Weltcupspringen gewinnen konnten.

## Werdegang
Cecon begann mit sechs Jahren mit dem Skispringen. Sein Debüt im Weltcup gab er 1987 im Alter von 16 Jahren. Er startete für die Sportgruppe der Finanzwacht (Gruppo sportivo Fiamme Gialle). Cecon sprang zu Beginn seiner Karriere noch im klassischen Parallelstil. Zum Ende der Saison 1989/90 gewann er seine ersten beiden Weltcupskispringen, unter anderem vor heimischem Publikum in Predazzo, in diesem Sprungstil. Im selben Jahr gewann er bei der Juniorenweltmeisterschaft in Štrbské Pleso die Silbermedaille im Einzelwettbewerb. Danach stellte er mit Erfolg auf den neuen V-Stil um.
In den Jahren 1992 und 1994 gewann er bei der Skiflug-Weltmeisterschaft jeweils die Bronzemedaille. 1994 erreichte er vier weitere Podiumsplatzierungen im Weltcup, darunter einen Sieg; in der Weltcup-Gesamtwertung wurde er Fünfter. Sein bestes Jahr als Skispringer erlebte Cecon in der darauffolgenden Saison 1994/95: Er erreichte sieben Podiumsplatzierungen, darunter drei Siege. In der Weltcup-Endabrechnung war er damit Zweiter hinter Andreas Goldberger.
In den folgenden Jahren konnte er an diese Erfolge nicht mehr anknüpfen. Erst in den letzten Jahren seiner Skisprungkarriere verzeichnete er noch einige Achtungserfolge: Im Sommer 2001 gewann er ein Springen des Sommer-Grand-Prix, bei der Skiflug-WM 2002 wurde er Sechster.
Da Skispringen in Italien als Randsportart gilt, war Cecon über viele Jahre hinweg bei vielen Veranstaltungen der einzige Vertreter seines Landes. Nur sein Landsmann Ivan Lunardi war ihm eine ernstzunehmende Konkurrenz. Bei Weltmeisterschaften und Olympischen Spielen kam deshalb selten ein italienisches Team zustande. Zur Nordischen Skiweltmeisterschaft 2003 im heimischen Val di Fiemme konnte unter Cecons Beteiligung eine Mannschaft aufgestellt werden, die jedoch nur den zehnten Platz erreichte. Sein letztes Weltcupspringen bestritt der international erfolgreichste Skispringer Italiens am 23. März 2003 in Planica.

## Privates
Roberto Cecon ist verheiratet und lebt heute in Tricesimo. Er arbeitet als Finanzpolizist und Skisprungtrainer. Seine Söhne Zeno (* 1990) und Federico (* 1994) übten diesen Sport ebenfalls aus, haben ihre Karrieren aber inzwischen beendet. Sein Sohn Francesco (* 2001) ist noch aktiv.

## Erfolge

### Weltcupsiege im Einzel
| Nr. | Datum            | Ort           | Typ           |
| --- | ---------------- | ------------- | ------------- |
| 1.  | 16. Februar 1990 | Val di Fiemme | Normalschanze |
| 2.  | 24. März 1990    | Planica       | Großschanze   |
| 3.  | 9. März 1994     | Örnsköldsvik  | Normalschanze |
| 4.  | 14. Januar 1995  | Engelberg     | Großschanze   |
| 5.  | 15. Januar 1995  | Engelberg     | Großschanze   |
| 6.  | 4. Februar 1995  | Falun         | Normalschanze |

### Grand-Prix-Siege im Einzel
| Nr. | Datum           | Ort   | Typ         |
| --- | --------------- | ----- | ----------- |
| 1.  | 18. August 2001 | Stams | Großschanze |

## Statistik

### Weltcup-Platzierungen
| Saison  | Platz | Punkte |
| ------- | ----- | ------ |
| 1987/88 | 55.   | 045    |
| 1988/89 | 13.   | 058    |
| 1989/90 | 17.   | 059    |
| 1990/91 | 41.   | 013    |
| 1991/92 | 25.   | 032    |
| 1992/93 | 39.   | 011    |
| 1993/94 | 05.   | 710    |
| 1994/95 | 02.   | 935    |
| 1995/96 | 45.   | 090    |
| 1996/97 | 43.   | 089    |
| 1997/98 | 30.   | 199    |
| 1999/00 | 23.   | 236    |
| 2000/01 | 27.   | 159    |
| 2001/02 | 17.   | 299    |
| 2002/03 | 31.   | 183    |

### Schanzenrekorde
| Ort       | Land    | Weite               | aufgestellt am  | Rekord bis      |
| --------- | ------- | ------------------- | --------------- | --------------- |
| Engelberg | Schweiz | 125,5 m (HS: 137 m) | 15. Januar 1995 | 15. Januar 1995 |